# سیدی قاده
سیدی قاده (به عربی: سيدي قادة) یک شهرداری در الجزایر است که در استان معسکر واقع شده‌است. سیدی قاده ۱۷٬۸۴۳ نفر جمعیت دارد.